# Армянский скачок
Армянский скачок (лат. Montana armeniaca) — вид кузнечиков рода Montana из подсемейства Tettigoniinae. Армения, Иран.

## Описание
Длина тела 16—21 мм. Основная окраска одноцветная буровато-серая. Надкрылья укороченные (6—8 мм), яйцеклад до 15 мм. Личинки появляются с июня по август, взрослые особи наблюдаются с июля до ноября (на южных склонах гор живут до первых снегопадов).